# Milawa (Australia)
Milawa – miasto w Australii, w stanie Wiktoria.